# Biston soffneri
Biston soffneri là một loài bướm đêm trong họ Geometridae.